# 2015 AOA Heart Attack
2015 AOA Heart Attack是韓國女子音樂組合AOA的首輪巡迴粉絲見面會。該巡演在2015年10月4日在韓國首爾祥明大學藝術中心開始，巡演途中經由台北國際會議中心並在香港九龍灣國際展貿中心結束，共舉辦三場。

## 背景
2015年6月2日，AOA证实團體将于本月中旬携《怦然心动》回归乐坛，并于6月22日在首尔AX-厅进行表演。AOA隨後在6月22日发行第三张迷你专辑《怦然心动》，除發行韓文版主打曲與日文版主打曲外，亦首次發行中文版主打曲。
此次巡迴粉絲見面會為AOA首次舉辦粉絲見面會並以紀念出道3周年，同時亦是出道後首次巡迴演出。AOA在知道即將展開亞洲巡演時，立即點名要造訪臺灣，並有臺灣的唱片公司向韓方爭取在臺灣舉辦場次。此次巡演臺北場為AOA首度訪台，而香港場則為其第三次赴港。

## 商業表現
該巡演的首爾場於2015年9月8日下午8時開始售票，並因票券售罄而在9月25日下午6時擴大售票。該巡演的臺北場於2015年9月12日中午12時開始售票，截至10月2日僅售出七成票券，演出當日共有2000名粉絲到場支持。該巡演的香港場於2015年9月10日上午10時開始售票，演出當日共有1000名粉絲到場支持。
AOA在10月10日搭乘國泰航空CX421班機，並訂於10時50分飛抵臺灣桃園國際機場第一航廈，最終在11時10分落地，共有超過300名粉絲接機。臺北場結束後，AOA搭乘國泰航空CX407班機飛往香港，當日仍聚集逾百名粉絲送機，抵達香港後亦有不少粉絲接機。

## 場次
此次巡演場次中，前鼓手徐有慶作為特別嘉賓出席首爾場次，並以8人完整體的形式完成出道曲〈ELVIS〉的舞台表演。AOA亦在此次巡演的臺北場表演〈怦然心動〉中文版的首舞台。
| 日期           | 國家及地區 | 城市 | 場地               |
| -------------- | ---------- | ---- | ------------------ |
| 2015年10月4日  | 韓國       | 首爾 | 祥明大學藝術中心   |
| 2015年10月10日 | 臺灣       | 臺北 | 台北國際會議中心   |
| 2015年10月11日 | 香港       | 香港 | 九龍灣國際展貿中心 |